# Witvleugelgrasvogel
De witvleugelgrasvogel (Poodytes albolimbatus, synoniem: Megalurus albolimbatus) is een zangvogel uit de familie Locustellidae.

## Verspreiding en leefgebied
Deze soort is endemisch in zuidelijk-centraal Nieuw-Guinea.

## Status
De grootte van de populatie wordt geschat op 1500-7000 volwassen vogels. Deze kleine populatie is versnipperd en neemt af. Op de Rode lijst van de IUCN heeft deze soort daarom de status kwetsbaar.